# لورنسو ماركيز
لورنسو ماركيز (بالبرتغالية: Lourenço Marques‏) هو مستكشف برتغالي، ولد في القرن السادس عشر، وتوفي في القرن السادس عشر.